# Helmut Rüßmann (Mathematiker)
Helmut Rüßmann (* 23. November 1930 in München; † April 2011 in Mainz) war ein deutscher Mathematiker.

## Leben
Sein Studium der Mathematik an der Georg-August-Universität Göttingen absolvierte Helmut Rüßmann 1956 als Diplom-Mathematiker. Im Jahr 1958 promovierte er bei Carl Ludwig Siegel über die Existenz einer Normalform inhaltstreuer elliptischer Transformationen. Nach seiner Habilitation 1963 an der Freien Universität Berlin war er ebenda als Wissenschaftlicher Rat, Professor sowie außerplanmäßiger Professor tätig. In den Jahren 1968 und 1969 übernahm Helmut Rüßmann eine Gastprofessur am Imperial College London. Von 1971 bis zu seiner Emeritierung im Jahr 1999 lehrte und forschte er als ordentlicher Professor an der Gutenberg-Universität Mainz.
Sein Arbeitsgebiet umfasste gewöhnliche Differentialgleichungen und dynamische Systeme sowie die Himmelsmechanik (KAM-Theorie).

## Veröffentlichungen (Auswahl)
- Über die Existenz einer Normalform inhaltstreuer elliptischer Transformationen. Göttingen, 1958 (Dissertation), erschienen in Mathematische Annalen, Band 137, 1959, S. 64–77.
- Über das Verhalten analytischer Hamiltonscher Differentialgleichungen in der Nähe einer Gleichgewichtslösung, Mathematische Annalen, Band 154, 1964, S. 285–300
- Über die Normalform analytischer Hamiltonscher Differentialgleichungen in der Nähe der Gleichgewichtslösung, Mathematische Annalen, Band 169, 1967, S. 55–72
- Kleine Nenner I: Über invariante Kurven differenzierbarer Abbildungen eines Kreisringes, Nachr. Akad. Wiss. Göttingen II Math.-Phys. Klasse, Band 5, 1970, S. 67–105
- Kleine Nenner II: Bemerkungen zur Newtonschen Methode, Nachr. Akad. Wiss. Göttingen II Math.-Phys. Klasse, 1972, S. 1–20
- On Optimal Estimates for the Solutions of Linear Partial Differential Equations of First Order with Constant Coefficients on the Torus, in Jürgen Moser (Hrsg.), Dynamical systems, theory and applications, 1975, Lecture Notes in Physics 38, Springer-Verlag, S. 598–624
- Konvergente Reihenentwicklungen in der Störungstheorie der Himmelsmechanik, in Konrad Jacobs (Herausgeber), Selecta Mathematica, Band 5, 1979, Springer Verlag (dies ist eine Einführung in die KAM-Theorie)
- On the Existence of Invariant Curves of Twist Mappings of an Annulus, in: J. Palis (Hrsg.), Geometric Dynamics, 1983, Lecture Notes in Mathematics 1007, Springer-Verlag, S. 677–718
- Invariant Tori in Non-Degenerate Nearly Integrable Hamiltonian Systems, Regul. Chaotic Dyn., Band 6, 2001, S. 119–204